# Wojciech Borowik
Wojciech Jan Borowik (Varsóvia, 24 de junho de 1956 – 22 de dezembro de 2020) foi um político polaco.

## Biografia
Foi membro do Sejm de 1993 a 1997, com o Partido dos Trabalhadores, do qual foi um dos fundadores. No início dos anos 1990, ele actuou como secretário do parlamento do Partido de Solidariedade Trabalhista. Em 2015 foi agraciado com a Cruz da Liberdade e da Solidariedade.
Borowik morreu aos 64 anos no dia 22 de dezembro de 2020, de COVID-19, durante a pandemia na Polónia.